# Helina nitida
Helina nitida är en tvåvingeart som först beskrevs av Macquart 1851.  Helina nitida ingår i släktet Helina och familjen husflugor. Inga underarter finns listade i Catalogue of Life.